# Европско првенство у атлетици у дворани 1974 — скок увис за мушкарце
Такмичење у скоку увис у мушкој конкуренцији на 5. Европском првенству у атлетици у дворани 1974. године одржано је у дворани Скандинавијум у Гетеборгу, (Шведска) 9. марта.
Титулу европског првака освојену на Европском првенству у дворани 1973. у Ротердаму бранио је Иштван Мајор из Мађарске.

## Земље учеснице
Учествовала су 23 атлетичара из 15 земаља.
1. Белгија (1)
2. Данска (1)
3. Грчка (3)
4. Западна Немачка (1)
5. Источна Немачка (1)
6. Ирска (1)
7. Италија (2)
8. Мађарска (2)
9. Норвешка (1)
10. Румунија (1)
11. Совјетски Савез (3)
12. Француска (1)
13. Чехословачка (1)
14. Шведска (3)
15. Шпанија (1)

## Рекорди
| Рекорди пре почетка Европског првенства у дворани 1974.     | Рекорди пре почетка Европског првенства у дворани 1974. | Рекорди пре почетка Европског првенства у дворани 1974. | Рекорди пре почетка Европског првенства у дворани 1974. | Рекорди пре почетка Европског првенства у дворани 1974. | Рекорди пре почетка Европског првенства у дворани 1974. |
| ----------------------------------------------------------- | ------------------------------------------------------- | ------------------------------------------------------- | ------------------------------------------------------- | ------------------------------------------------------- | ------------------------------------------------------- |
| Светски рекорд                                              | Валериј Брумељ                                          | Совјетски Савез                                         | 2,25                                                    | Лењинград, СССР                                         | 26. јануар 1961.                                        |
| Европски рекорд у дворани                                   | Валериј Брумељ                                          | Совјетски Савез                                         | 2,25                                                    | Лењинград, СССР                                         | 26. јануар 1961.                                        |
| Рекорди европских првенстава у дворани                      | Иштван Мајор                                            | Мађарска                                                | 2,24                                                    | Гренобл, Француска                                      | 11. март 1972.                                          |
| Рекорди после завршеног Европског првенства у дворани 1974. |                                                         |                                                         |                                                         |                                                         |                                                         |
| Нових рекорда није било.                                    |                                                         |                                                         |                                                         |                                                         |                                                         |

## Освајачи медаља
|                                |                       |                            |
| Кестутис Шапка Совјетски Савњз | Иштван Мајор Мађарска | Владимир Мали Чехословачка |

## Резултати

### Финале
| Пласман | Атлетичар              | Земља             | Резултат | Белешка  |
| ------- | ---------------------- | ----------------- | -------- | -------- |
|         | Кестутис Шапка         | Совјетски Савњз   | 2,23     | ЛРС, =ЛР |
|         | Иштван Мајор           | Мађарска          | 2,20     | ЛРСд     |
|         | Владимир Мали          | Чехословачка      | 2,20     | ЛРСд     |
| 4.      | Јеспер Теринг          | Данска            | 2,17     |          |
| 5.      | Енцо дел Форно         | Италија           | 2,17     | ЛРСд     |
| 6.      | Владимир Абрамов       | Совјетски Савњз   | 2,17     | ЛРд      |
| 7.      | Руне Алмен             | Шведска           | 2,17     | ЛРд      |
| 8.      | Валтер Болер           | Западна Немачка   | 2,17     | ЛРСд     |
| 9.      | Јан Далгрен            | Шведска           | 2,14     | ЛРСд     |
| 10.     | Одисеј Папатолис       | Грчка             | 2,14     | ЛРд      |
| 11.     | Ингемар Ниман          | Шведска           | 2,14     | ЛРд      |
| 12.     | Анри Елиот             | Француска         | 2,14     | ЛРСд     |
| 13.     | Ђордано Ферари         | Италија           | 2,14     | ЛРСд     |
| 14.     | Валентин Гаврилов      | Совјетски Савез   | 2,14     | ЛРСд     |
| 15.     | Ролф Бајшмит           | { Источна Немачка | 2,14     | ЛРСд     |
| 16.     | Ендре Келеман          | Мађарска          | 2,10     | ЛРСд'    |
| 17.     | Сербан Јоан            | Румунија          | 2,10     | ЛРСд     |
| 18.     | Марти Перармау         | Шпанија           | 2,10     | ЛРСд     |
| 19.     | Димитриос Патронас     | Грчка             | 2,05     | ЛРСд     |
| 20.     | Василиос Пападимитрију | Грчка             | 2,05     | ЛРСд     |
| 21.     | Лејф Роар Фалкум       | Норвешка          | 2,05     | ЛРСд'    |
| 22.     | Пол де Претер          | Белгија           | 2,06     | ЛРСд     |
| 23.     | Џим Фанинг             | Ирска             | 1,90     |          |

## Укупни биланс медаља у скоку увис за мушкарце после 5. Европског првенства у дворани 1970—1974.
|    | Земља           |   |   |   |    |
| -- | --------------- | - | - | - | -- |
| 1. | Мађарска        | 3 | 1 | 1 | 5  |
| 2. | Совјетски Савез | 2 | 2 | 1 | 5  |
| 3. | Чехословачка    | 0 | 1 | 1 | 2  |
| 4. | Источна Немачка | 0 | 1 | 0 | 1  |
| 5. | Грчка           | 0 | 0 | 1 | 1  |
| 5. | Румунија        | 0 | 0 | 1 | 1  |
|    | Укупно {6}      | 5 | 5 | 5 | 15 |

|    | Атлетичар      | Земља           |   |   |   |   |
| 1. | Иштван Мајор   | Мађарска        | 3 | 1 | 0 | 4 |
| 2. | Кестутис Шапка | Совјетски Савез | 1 | 1 | 0 | 2 |
| 3. | Јири Тармак    | Совјетски Савез | 0 | 1 | 1 | 2 |
| -- | -------------- | --------------- | - | - | - | - |